# Chanel No. 19
Chanel N°19 è un profumo commercializzato dalla casa di moda Chanel dal 1970.

## Storia
Creata dal profumiere Henri Robert, che aveva preso il posto di Ernest Beaux (il creatore del celebre Chanel No. 5), Chanel No. 19 fu l'ultimo profumo voluto da Coco Chanel, che morì l'anno seguente alla commercializzazione del prodotto. Filosofia di Chanel No.19 era quella di stupire con un profumo fuori dall'ordinario e diverso da ciò che aveva contraddistinto la produzione Chanel precedente. Il nome No. 19 fu invece scelto per celebrare il compleanno della stilista, che era nata il 19 agosto.

## Descrizione
La fragranza No. 19 è un profumo dalle note balsamiche-verdi, molto differente dal celebre Chanel No. 5, dal floreale Chanel No. 22 e da Chanel No.18. Il profumo, così come la sua versione eau de toilette è contraddistinto da un liquido di colore verde chiaro, benché le prime versioni commercializzate, come testimoniato da alcune vecchie pubblicità, erano di un verde più profondo.
Il profumo Bel respiro, commercializzato dal 2006 da Chanel è stato descritto come molto simile a Chanel No. 19, soprattutto nelle note di testa.

## Packaging
Il flacone di Chanel No. 19 fu disegnato da Coco Chanel in persona. Si tratta di un flacone semplice e sobrio come nello stile più classico della maison francese. No. 19 si contraddistingue da una bottiglia squadrata, simile a quella del No. 5, ma più alta e slanciata.

## Riconoscimenti
Nel 1973 Chanel No. 19 ha ottenuto il riconoscimento FiFi Award nella sezione "miglior profumo da donna dell'anno" e "miglior campagna pubblicitaria nazionale".